# Aphidius pseudoplatanus
Aphidius pseudoplatanus är en stekelart som beskrevs av Curtis 1837. Aphidius pseudoplatanus ingår i släktet Aphidius och familjen bracksteklar. Inga underarter finns listade i Catalogue of Life.